# Уксора (деревня)
Уксора — деревня в Шенкурском районе Архангельской области. Входит в состав муниципального образования «Никольское».

## География
Деревня расположена в южной части Архангельской области, в таёжной зоне, в пределах северной части Русской равнины, в 76 километрах на запад от города Шенкурска, на правом берегу реки Уксора, притока реки Тарня.
Часовой пояс
Уксора, как и вся Архангельская область, находится в часовой зоне МСК (московское время). Смещение применяемого времени относительно UTC составляет +3:00.

## Население
| 2002 | 2010 | 2012 |
| ---- | ---- | ---- |
| 70   | ↘26  | ↗29  |

## История
Населённый пункт возник в 1930-х годах как место ссылки раскулаченных крестьян. В 1940 году сюда были высланы поляки, получившие после окончания советско-польской войны земельные наделы на территориях Западной Украины и Западной Белоруссии.  По состоянию на 1941 год в Уксоре проживало 249 человек из которых было 165 поляков и 84 белоруса. Спецпереселенцы занимались заготовкой леса для треста "Ваголес". 05 сентября 1941 года поляки были амнистированы и постепенно покинули Уксору. Недалеко от деревни находится кладбище, на котором похоронены переселенцы 1930-1940 годов. 